# Gare de Chedde
La halte de Chedde est une gare ferroviaire française, située sur le territoire de la commune de Passy, dans le département de la Haute-Savoie en région Auvergne-Rhône-Alpes.
C'est une halte voyageurs de la Société nationale des chemins de fer français (SNCF).

## Situation ferroviaire
La gare de Chedde est située au point kilométrique (PK) 2,676 de la Ligne de Saint-Gervais-les-Bains-Le Fayet à Vallorcine (frontière). Son altitude est de 599 mètres.
Elle comporte une voie d'évitement qui permet le croisement des trains sur la voie unique.

## Service des voyageurs

### Accueil
Halte SNCF, c'est un point d'arrêt non géré (PANG) à accès libre.

### Desserte
Chedde est desservie par des trains de la SNCF et de la région Auvergne-Rhône-Alpes qui assurent des services TER Auvergne-Rhône-Alpes qui desservent les gares entre Saint-Gervais-les-Bains-Le Fayet et Vallorcine.

### Intermodalité
Un parking y est aménagé.